# Synopeas insulare
Synopeas insulare är en stekelart som först beskrevs av William Harris Ashmead 1894.  Synopeas insulare ingår i släktet Synopeas och familjen gallmyggesteklar. Inga underarter finns listade i Catalogue of Life.